# 泉谷星奈
泉谷 星奈（いずたに らな、2017年〈平成29年〉6月15日 - ）は、神奈川県出身の日本の子役、モデル。テアトルアカデミー（旧劇団コスモス）所属。

## 略歴
2017年、入所オーデイションを経て赤ちゃんモデルとしてテアトルアカデミーに所属し、芸能界入り。
2018年、平成細雪（NHK BSプレミアム）に赤ちゃん役でテレビドラマ初出演。本作品が女優デビューとなった。
2024年には目黒蓮(Snow Man)主演のフジテレビ系ドラマ「海のはじまり」では、100人超えの候補者の中から何次にもわたる選考オーデイションを経て南雲海役に抜擢され、自然体な演技が高評価されたことから天才子役として注目を集めた。2025年には大規模なオーディションを経てミュージカル『SPY×FAMILY』で4人交替で演じるアーニャ・フォージャー役の1人となった。

## 人物
特技は、クラシックバレエ。
同じ事務所に所属している泉谷月菜は妹。

## 受賞歴
- 日刊スポーツ・ドラマグランプリ 2024年度夏期 助演女優賞 - 『海のはじまり』 [3]
- TVstationドラマ大賞2024 新人賞 - 『海のはじまり』[4]

## 出演

### テレビドラマ
- 平成細雪（NHK BSプレミアム、2018年1月7日 - 1月28日）- 妙子（赤ちゃん） 役
- 二つの祖国（テレビ東京、2019年3月23日 - 24日）- ベディ 役
- らせんの迷宮～DNA科学捜査～ 第4話（テレビ東京、2021年11月5日）- 白石美雪（幼少期）役
- NHK大河ドラマ
  - 青天を衝け 第33回（2021年11月30日）- 鏡子 役
  - 鎌倉殿の13人（2022年）- 義経の娘 役
- となりのチカラ 第6話（テレビ朝日、2022年3月10日）- 中越愛理（幼少期） 役[5]
- マイファミリー 第2話（TBS、2022年4月17日）- 友果（幼少期） 役
- オールドルーキー（TBS、2022年6月26日 - 9月4日）- 新町明紗 役[6][7]
- 最果てから、徒歩5分（BSテレ東）- 幸田すもも（幼少期） 役[8]
- クロサギ 第7話（TBS、2022年11月25日）- 根岸真亜子 役[9]
- 赤ひげ4 （NHK BSプレミアム）- お芳 役[10]
- 三千円の使いかた（東海テレビ・フジテレビ、2023年1月7日 - 2月25日）- 井戸佐帆 役[11]
- ブラッシュアップライフ 第1話・第8話（日本テレビ、2023年1月8日、2月26日）- 真央 役[12]
- 大奥 第1回（NHK、2023年1月10日）- 定吉の妹 役[13]
- ブラックポストマン 第1話（テレビ東京、2023年8月18日）- 東雲愛 役[14]
- いちばんすきな花（フジテレビ、2023年10月12日 - 12月21日）- 深雪夜々（幼少期） 役[15]
- あたりのキッチン!（東海テレビ、2023年10月14日 - 12月23日）- 辺清美（幼少期） 役
- 厨房のありす（日本テレビ、2024年1月21日 - 3月24日）- ありす（幼少期） 役
- 消せない「私」ー復讐の連鎖ー（日本テレビ、2024年）- 大桃藤乃 役
- 春になったら 第3話（関西テレビ・フジテレビ、2024年1月29日）- 姫野凛 役[16]
- 演じ屋 Re:act（WOWOW）- 果穂 役[17]
- 海のはじまり（フジテレビ、2024年7月1日 - 9月23日）- 南雲海 役[18]
- 藤子・F・不二雄 SF短編ドラマ シーズン3「分岐点」（NHK BSプレミアム4K、2025年3月27日）[19]

### 子供番組
- パニパニパイナ！ - ヤンヤン役
- パニパニパイナ！2- ヤンヤン役・ビレジアンダンサー役[20]
- いないいないばあっ!（NHK Eテレ）- 2019年冬レギュラー

### 映画
- ゆとりですがなにか インターナショナル（2023年10月13日、東宝）- 坂間栞役[21]
- はたらく細胞（2024年12月13日、ワーナー・ブラザース映画）- 血小板 役[22]
- 隣のステラ（2025年8月22日公開予定、東宝） - 天野千穂 役[23]

### 舞台
- ミュージカル『SPY×FAMILY』2025年公演（予定） - アーニャ・フォージャー 役[2]

### CM
- Canva『ラブいっぱいの島』『島の郵便屋さん』
- 明治　果汁グミ『スマートパックぶどう』
- ZOZO『ZOZOTOWN「ママトーク 実はZOZO篇」「おしゃれキッズを見てヒソヒソ篇」』
- マクドナルド『ハッピーセット「マイメロディ篇」』
- 花王『メリーズ』パッケージ
- クラシアン
- ネスタリゾート神戸『NESTA 2023 5周年OP篇』
- しまむら
- パナソニック『でかランタン』
- 『LOVST木場店×mezzo pianoドレス』YouTubeスライドショー
- ジョイパレット『ワンワンとうーたん指先遊びいっぱいバス』
- 大鵬薬品
- 日本マクドナルド『モバイルオーダーペイ』
- 『西松屋』たまごクラブ掲載

### 雑誌
- 講談社
  - 『いないいないばあっ！』
  - 『げんき』
  - 『おかあさんといっしょ』
- 世界文化社『PriPri』『PriPriパレット』
- 小学館『ぷっちぐみ』専属モデル
- ダイヤモンド社『TV Station』2025年2月15日号
- ワン・パブリッシング『TV LIFE』6号（2025年）[24]

### その他
- 和歌山県『プレミア和歌山』スペシャルサポーター